# 許聖杰
許聖杰（1975年5月16日—），台灣棒球選手，外號「苦瓜」，與隊友黃甘霖過去青棒時期被並稱「甘苦二人組」。

## 早年
許聖杰國小時加入淡水少棒隊。國中先就讀台南市復興國中並效力其青少棒隊，但不久轉至臺北縣就讀淡江中學，後轉至臺中市中山國中，國三時入選世界青少棒錦標賽中華台北代表隊。
許聖杰高中就讀新民商工，入選世界青棒錦標賽中華台北代表隊。就讀新民商工時期，與黃甘霖因為該校青棒隊友而相識至今，並因其綽號「苦瓜」，而與綽號「甘蔗」的黃甘霖並稱「甘苦二人組」。

## 業餘成棒
1993年，許聖杰高中應屆畢業時，時任台灣體專棒球隊教練林華韋（今台灣體院棒球隊總教練）要求其參加大專院校甄試，並幫許聖杰墊付報名費，但許聖杰隨即因筆試第一天睡過頭未應試，而因缺考無法入校就讀。1993年畢業後，因缺考而無法加入大專院校成棒球隊的許聖杰，加盟甲組成棒合作金庫棒球隊。入伍後的許聖杰，入選陸光棒球隊（今國家儲訓棒球隊）。
業餘時期，許聖杰曾入選泛太平洋運動會、第十二屆亞洲運動會，洲際盃棒球賽、世界盃棒球賽、亞洲棒球錦標賽，幾乎無役不與。業餘時代，在場上的許聖杰，以關鍵時刻的高打擊率著稱，但此時期的許聖杰守備的專注力不佳，致使其守備時出差錯，而與守備亦狀況百出的游擊手林聖雄成為當時中華成棒隊內野守備的不定時炸彈，讓當時的中華成棒隊的教練團相當困擾。

## 職棒時期

### 合約風波
許聖杰進入職棒前，曾爆發與味全龍隊、三商虎隊的合約糾紛，原提供許聖杰營養金的三商虎隊得知許聖杰欲加盟龍隊後表示不悅（因虎隊於許聖杰效力業餘球隊時期即支付營養金，合計八十餘萬元），但味全龍隊在許聖杰加盟職棒前有與其密切接觸，許聖杰亦於參加特考前表達優先加盟龍隊意願，最後兩隊以加盟後禁賽半年，且龍隊須給一百六十餘萬元賠償金（支付予許聖杰的營養金雙倍）的條件達成協議，許聖杰如願加盟味全龍隊。

### 味全龍
許聖杰原為三壘手，但加入味全龍隊後，但因龍隊之當家三壘手為強打少年張泰山，為求增加上場機會而改練游擊手，但並未出現適應不良的情形，反而因為勝任愉快而成為1998年至1999年球季味全龍最後一位當家游擊手。

### 統一獅
味全龍隊解散後，許聖杰與隊友蔡昆祥一同加盟統一獅隊，還因此讓方與統一獅簽下合約的林岳亮因而離隊轉至和信鯨隊。轉至統一獅隊後的許聖杰，曾於2000年球季及2001年球取得中華職棒金手套獎，並有穩定的打擊表現，使許聖杰成為該隊當家游擊手，2003年球季初期表現亦呈現穩定，昔2003年4月4日凌晨，許聖杰不假外出，搭乘由興農牛球員何紀賢駕駛之休旅車，與另外兩位興農牛球員余文彬、蔡仲南外出享用宵夜，並於回程因何紀賢酒駕、天候因素而發生車禍，造成頭部受創，事後亦遭到球團懲戒性降薪處份。

### 誠泰Cobras
2004年，統一獅隊以許聖杰為籌碼，與當時誠泰Cobras所屬的陽森進行球員交易，但車禍受傷的對視力的影響仍在，因此雖然可以守備，但打擊狀況卻陷入長期低潮，期間還曾被檢調誤會有涉賭情事而進行約談，約談後獲證實為誤會一場。
許聖杰初轉入誠泰Cobras的2004年球季，為許聖杰唯一全勤出賽（出賽滿100場）的年份，但起初因為球隊安排威力斯為游擊手，許聖杰當時曾短暫以三壘手的身份出賽，但威力斯滯美不歸後回任游擊手。2005年擔任誠泰Cobras隊長。
2005年及2006年球季，由於因郭銘仁甫入隊即成功卡位游擊手位置。及三壘位置陸續由威拉斯及高瑋成功卡位下，出賽數銳減至幾為代守、代打，在出賽數嚴重壓縮的現實下，許聖杰於2006年球季結束後以「生涯規畫」為由自請離隊，離開效力三季的誠泰Cobras。

### 重返統一獅
2007年球季，許聖杰再度加盟統一獅隊，但出賽仍與誠泰時期類似，調度較為機動，時而代打、代守，時而先發出賽，守備位置以游擊手為主。
2007年至2009年和2011年球季，統一獅隊取得第四座至第六座和第七座中華職棒總冠軍，使許聖杰職棒生涯經歷十次台灣大賽，七度成為中華職棒年度總冠軍球隊成員，成為獅隊陣中取得多總冠軍戒指的現役球員，跟森林王子張泰山七枚冠軍戒指的現役球員。

### 退休
2012年12月17日，統一7-11獅球團宣布將成立球探部，由球員經歷14年的許聖杰退休專任球探，並在新球季為其舉辦退休儀式。

## 紀錄
- 2001年至2005年跨季季後賽連34打席無安打紀錄保持人。[7]

## 職棒生涯成績
| 年度   | 球隊           | 出賽 | 打數 | 安打 | 全壘打 | 打點 | 盜壘 | 四死 | 三振 | 壘打數 | 雙殺打 | 打擊率 |
| ------ | -------------- | ---- | ---- | ---- | ------ | ---- | ---- | ---- | ---- | ------ | ------ | ------ |
| 1998年 | 味全龍         | 49   | 167  | 33   | 4      | 19   | 10   | 16   | 35   | 50     | 3      | 0.198  |
| 1999年 | 味全龍         | 81   | 287  | 80   | 7      | 44   | 18   | 38   | 53   | 120    | 4      | 0.279  |
| 2000年 | 統一獅         | 70   | 221  | 49   | 3      | 30   | 4    | 17   | 37   | 75     | 4      | 0.222  |
| 2001年 | 統一獅         | 79   | 279  | 76   | 6      | 31   | 5    | 19   | 45   | 111    | 5      | 0.272  |
| 2002年 | 統一獅         | 78   | 277  | 67   | 9      | 27   | 6    | 21   | 43   | 101    | 13     | 0.242  |
| 2003年 | 統一獅         | 45   | 123  | 31   | 5      | 19   | 0    | 8    | 20   | 50     | 7      | 0.252  |
| 2004年 | 誠泰Cobras     | 100  | 339  | 69   | 4      | 29   | 1    | 27   | 82   | 96     | 5      | 0.204  |
| 2005年 | 誠泰Cobras     | 52   | 144  | 38   | 2      | 14   | 1    | 5    | 30   | 51     | 2      | 0.264  |
| 2006年 | 誠泰Cobras     | 28   | 47   | 7    | 0      | 47   | 0    | 7    | 11   | 7      | 2      | 0.149  |
| 2007年 | 統一獅         | 33   | 62   | 17   | 0      | 4    | 0    | 4    | 8    | 19     | 1      | 0.274  |
| 2008年 | 統一7-ELEVEn獅 | 49   | 120  | 27   | 1      | 9    | 1    | 9    | 19   | 34     | 4      | 0.225  |
| 2009年 | 統一7-ELEVEn獅 | 29   | 47   | 12   | 1      | 3    | 0    | 3    | 5    | 17     | 0      | 0.255  |
| 2010年 | 統一7-ELEVEn獅 | 43   | 122  | 34   | 0      | 13   | 3    | 10   | 25   | 37     | 4      | 0.279  |
| 2011年 | 統一7-ELEVEn獅 | 57   | 132  | 38   | 0      | 11   | 0    | 7    | 24   | 44     | 1      | 0.288  |
| 合計   | 14年           | 793  | 2367 | 578  | 42     | 255  | 49   | 191  | 437  | 812    | 22     | 0.244  |

中華職棒總教練成績：
|      |              |     |   |   |   |   |       |    | 備註                 |
| ---- | ------------ | --- | - | - | - | - | ----- | -- | -------------------- |
| 2017 | 統一7-11獅隊 | 76  | 1 | 1 | 0 | 0 | .386  | -  | 因黃甘霖遭禁賽而代理 |
| 1年  | 1年          | 1年 | 1 | 1 | 0 | 0 | 1.000 | － |                      |

## 備註
1. ↑  效力誠泰Cobras時，因而覺得原有的外號「苦瓜」帶有晦氣，曾於2005至2006年球季請求大家改稱他自取的新綽號「小杰」，但球界仍習慣稱其「苦瓜」。
2. ↑  郭銘仁因入伍前與台灣職棒大聯盟台中金剛隊的合約關係而加盟誠泰Cobras。
3. ↑  味全龍：1998年、1999年；統一獅：2000年、2001年、2007年、2008年、2009年、2011年、2012年、2013年；誠泰Cobras：2005年
4. 1 2  味全龍：1998年、1999年；統一獅：2000年、2007年、2008年、2009年、2011年、2013年
5. ↑  六枚，於2000年、2007年、2008年、2009年、2011年、2013年ˊ取得
6. ↑  請參考中華職棒大聯盟官網內各球員生涯戰績與年度總冠軍球隊相關資料
7. ↑  從2001年總冠軍賽第五戰最後一打席無安打開始季後賽無安打之旅，2005年首輪季後賽開打前是連續8打席，首輪季後賽15個打席都無安打，連續23打席無安打，總冠軍賽第一戰4打席都無安打，連續27打席無安打，打破由張家浩在2000年到2003年保持的跨季總冠軍賽連續26打席無安打紀錄。在2005年10月30日第二戰又4打席無安打、31日第三戰3打席無安打，將紀錄翻新到連34打席，而他在該年總冠軍賽也連11打席無安打。直到11月2日第四戰的三局下首次上場打擊時敲出右外野滾地一壘安打，終於中止紀錄。

## 外部連結
- 許聖杰在台灣棒球維基館上的頁面（繁體中文）
- 許聖杰在中華職棒
- 許聖杰在Baseball-Reference.com（小聯盟以及海外聯盟）（英语）

| 獎項          | 獎項                                  | 獎項          |
| ------------- | ------------------------------------- | ------------- |
| 前任： 黃文博 | 中華職棒總冠軍賽最有價值球員獎 1998年 | 繼任： 黃煚隆 |